# Madwave
Madwave (* in Lausanne; bürgerlich Stéphane Imbach) ist ein Schweizer Trance-DJ und -Produzent.

## Leben und Karriere
Stéphane Imbachs Interesse an der Musik begann Anfang der 1990er-Jahre, als er mit Trance und Rave in Berührung kam. 1996 fing er unter dem Namen Madwave seine DJ-Karriere an und wurde innerhalb kurzer Zeit Resident-DJ in den renommierten Schweizer Clubs wie MAD (Lausanne), MOA (Geneva) und Globulle (Bulle) sowie in den Zürcher Clubs OXA und Sensor. 2001 mixte er erstmals die offizielle «Street Parade Live»-Compilation, von der über 14.000 Exemplare verkauft worden sind. 2006 gründete er zusammen mit Dave Joy das Musiklabel Phoenix Recordings, auf dem Künstler wie Dave202, Mind-X, DJ Sakin oder DJ Snowman ihre Produktionen veröffentlicht haben.
Madwave spielt auf Festivals wie der Street Parade, Future Sound of Egypt 500 & 550, Amsterdam Dance Event, Lake Parade, Energy, Love Parade oder Nature One sowie auf weiteren Partys, u. a. in England, Irland, Australien, Tschechien, Spanien, Frankreich, Italien, Österreich, Neuseeland, Griechenland, auf Tahiti und in den Niederlanden. Zudem ist er Mitveranstalter der Street Parade.

## Auszeichnungen
- 2016 wurde sein Remix von Pure Thrust bei Aly & Fila’s Radioshow FSOE als Wonder of the Year auf Platz 18 gewählt.[15]
- 2017 wurde sein Track Colours Of The 5th Rainbow als Wonder of the Year auf Platz 24 gewählt.[16]
- 2018 wurde sein Track Miracle als Wonder of the Week ausgezeichnet und ist bei Wonder of the Year auf Platz 8 gelandet[17] sowie bei FSOE Fables als «Tune of the Week»[18] geehrt.

## Diskografie

### Singles (Auswahl)
- 1999: Vibrations (Foresight Records)
- 2007: The Anthem 2007 (as Synergy)
- 2009: A Time For Romance (Joyride Music)
- 2012: Neverending Story (Phoenix Recordings)
- 2013: Synergy Anthem 2013 (High Contrast Recordings)
- 2014: Perceptions (Tytanium Recordings)
- 2015: Ritual (Estelle) (with Plastic Angel) (Always Alive Recordings)
- 2015: Yukatan (Grotesque Music)
- 2016: Era (with Damian Wasse) (In Trance We Trust)
- 2017: Torpedo (In Trance We Trust)
- 2018: Remote Control (& Andre Visior) (Digital Society Recordings)
- 2018: Miracle (& Exouler) (FSOE Recordings)
- 2018: Temptation (FSOE Recordings)
- 2018: Azaela (vs. Toyax) (Universal Nation)
- 2018: Shinobi (Degenerate Records)
- 2018: Lost In The Desert (vs. Kiran M Sajeev) (Rielism)
- 2018: Melodia (GO Music)
- 2019: Departure (vs. Chris SX) (Phoenix Recordings)
- 2019: Interlunium (Phoenix Recordings)
- 2019: Up In The Air (meets Xijaro & Pitch) (FSOE Fables)

### Remixe (Auswahl)
- 2001: Murphy Brown works with Mike Nero – Loose My Mind (Part I) (MB Records)
- 2007: Michael Tsukerman – Are You Mad ? (Phoenix Recordings)
- 2010: Jaybee – Say You Will (Klubbhouse)
- 2011: DJ Snowman – Falling Lights (Phoenix Recordings)
- 2012: Solid Sunrise – The Paradigm (Phoenix Recordings)
- 2013: Butterfly – HardLove (Motion Anthem 2013) (Future Soundz)
- 2014: Shaolin Master – Imagination (Future Soundz)
- 2015: Ferry Tayle – Metamorphosis (Always Alive Recordings)
- 2015: Andrea Ribeca Feat. Lokka Vox – Cyberfly (Milk Records)
- 2016: Dave Joy – Second Chase (Phoenix Recordings)
- 2016: Mind-X – Love – Freedom – Tolerance 2K16 (Phoenix Recordings)
- 2017: Basic Dawn – Pure Thrust (Phoenix Recordings)
- 2018: DJ Sakin & Friends – Dragonfly (Reborn) (Phoenix Recordings)
- 2019: Tastexperience – Time (Black Hole Recordings)

### Mixed Kompilationen (Auswahl)
- 2000: Magic Kingdom Vol. 2 (mit Dave202)
- 2001: Street Parade 2001 – Official Live (Trance)
- 2001: Trance.Com – Dimension One
- 2003: Shiva 2003
- 2007: Synergy (mit Dave Joy)
- 2012: Street Parade 2012 – Official Trance (mit Dave Joy)
- 2015: Street Parade 2015 – Official Trance